# Aromobates molinarii
Aromobates molinarii es una especie de anfibio anuro de la familia Aromobatidae.

## Distribución geográfica
Esta especie es endémica de la Cordillera de Mérida en Venezuela. Habita entre los 1800 y 2600 m de altitud en los estados de Mérida y Táchira.

## Etimología
Esta especie lleva el nombre en honor a Jesús Molinari.

## Publicación original
- La Marca, 1985 : A new species of Colostethus (Anura: Dendrobatidae) from the Cordillera de Merida, northern Andes, South America. Occasional Papers of the Museum of Zoology University of Michigan, n.º 710, p. 1-10[5]